# 娼生
『娼生』（しょうふ、原題：鳳姐、英題：A Girl Out of the Country）は、2023年に製作された台湾映画。
「台湾ドラマの女神」と称されるジーン・カオの映画初主演作。また、今作では出演のみならずエグゼクティブプロデューサー、主題歌も担当している。

共演は、最新主演作『Silent Sparks(英題)』が第75回ベルリン映画祭パノラマ部門に選出された注目の俳優・ホアン・グァンジ―、過去2回金馬奨の助演男優賞にノミネートされており三池崇史監督の日本映画「初恋」にも出演したトゥアン・ジュンハォなど。
2025年5月23日に東京・シネマート新宿ほか全国ロードショー。

## あらすじ
田舎育ちのフォンは歌手になるという夢のために、祖母の反対を押し切り台北へ旅立つが、娼婦として日本へ売られてしまう。数年後、台湾に戻ったフォンは、祖母が認知症を患っていることを知る。罪悪感に苛まれたフォンは、家に帰るのを避け、台北の売春宿で働き、罪を償うためにこっそりと弟と祖母へ仕送り金を送り続けた。そして、そんな彼女の生活は気付けば15年の月日が過ぎていた。
一方、警察官となった弟のユーミンは、台北にいるはずのフォンを探していた。姉が成功した歌手であることを期待していたユーミンは、売春宿で娼婦として働く姉の姿を目にして言葉を失う。フォンはユーミンに対して自分の正体を認めようとはしなかったが、未成年の少女が売春宿に売り飛ばされてきたことをきっかけに、姉弟の心の葛藤は一転する。

## キャスト
- フォン：ジーン・カオ（中国語版）
- ユーミン：ホアン・グァンジ―
- ピン：トゥアン・ジュンハォ（中国語版）

## スタッフ
- 監督：ブルース・チウ
- エグゼクティブプロデューサー：ジーン・カオ、リウ・フォンチー
- 日本語字幕：加藤郁江
- 日本配給：ライツキューブ

## 映画祭・受賞歴
- 第43回ハワイ国際映画祭
  - NETPAC賞（最優秀アジア映画賞）ノミネート
  - アジア映画新人監督賞ノミネート
- 高雄映画祭2024　観客投票年間チャンピオン